# 庫吉爾

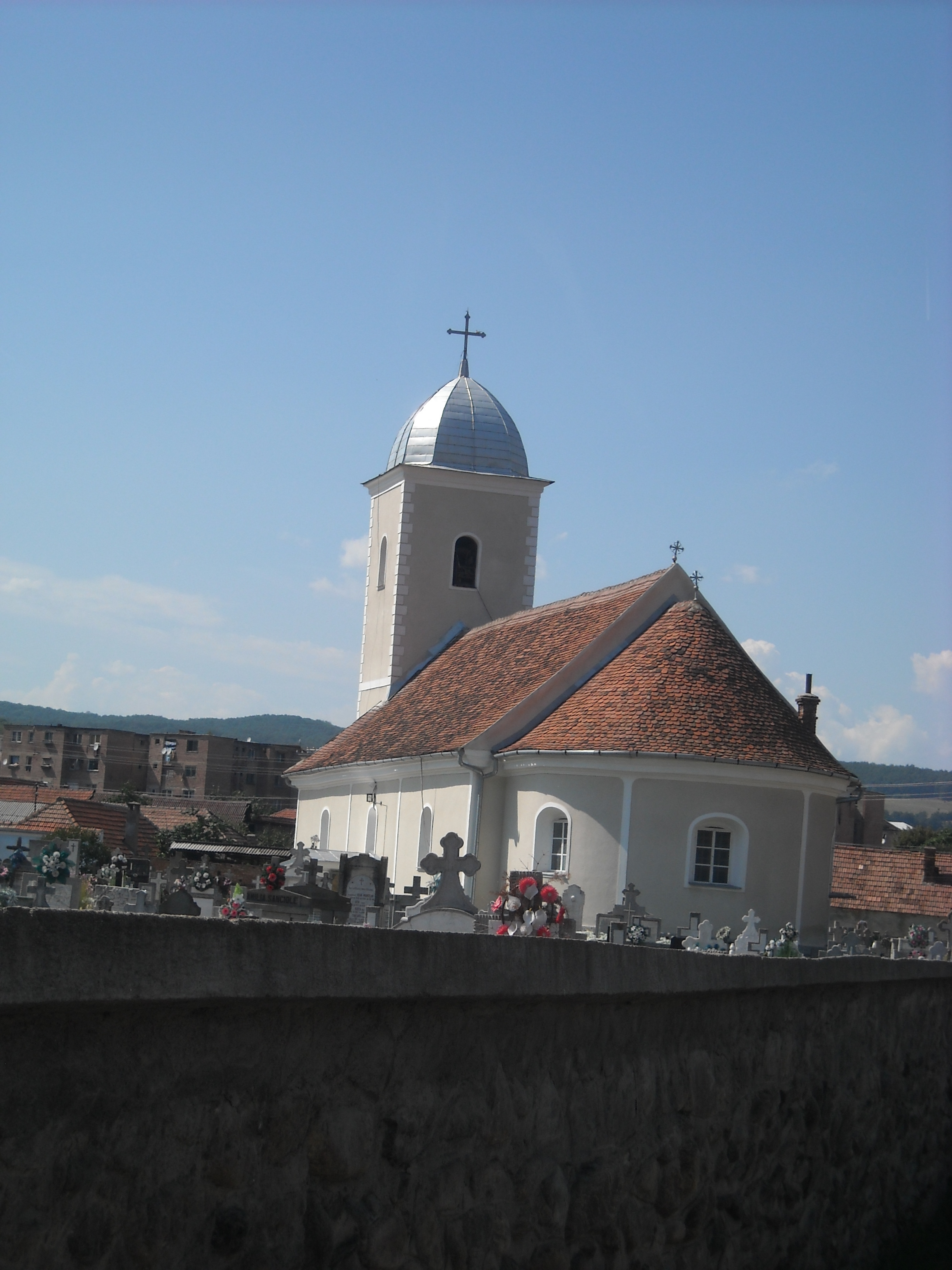

庫吉爾是羅馬尼亞的城鎮，位於該國中部，距離首府阿爾巴尤利亞30公里，由阿爾巴縣負責管轄，面積354.1平方公里，海拔高度309米，2009年人口26,146，大多數居民信奉東正教。

## 外部連結
- Hotel Cugir （页面存档备份，存于）
- Images from Cugir
- History
- Town website
- Map of Cugir （页面存档备份，存于）
- Images Cugir, messages for Cugir people